# Ludwig Heinrich Wiederhold
Ludwig Heinrich Wiederhold (* 25. November 1801 in Rinteln; † 8. März 1850 in Lübeck) war ein deutscher Jurist, Politiker und Instanzrichter sowie 1848 Mitglied der Frankfurter Nationalversammlung.

## Familie
Wiederholds Eltern waren der Jurist Johann Christian Wiederhold (1775–1832) und dessen zweite Ehefrau Friederike Hermine geb. Wißmann. Sein Vater wurde 1798 Jura-Professor an der Universität Rinteln, 1804 Justizrat bei der Regierung der hessen-kasselschen Grafschaft Schaumburg in Rinteln, 1814 dort Regierungsrat und im Dezember 1816 Direktor der kurhessischen Provinzialregierung in Rinteln, 1821 Direktor des Obergerichts für die Provinz Niederhessen und 1831 Direktor des Obergerichts für die Grafschaft Schaumburg in Rinteln. 1831 war er als Abgeordneter der Städte der Grafschaft Schaumburg Mitglied des Landtags der kurhessischen Stände und im September des Jahres Mitglied der Abordnung der Landstände, die den nach Hanau geflohenen Kurfürsten Wilhelm II. zur Rückkehr nach Kassel zu bewegen suchte, stattdessen dann die Ernennung des Kurprinzen Friedrich Wilhelm zum Mitregenten und zur Übernahme der Regierungsgeschäfte bewirkte. Wiederhold wurde daraufhin noch im September vom Prinzregenten zum kurhessischen Innen- und Justizminister ernannt und im Oktober 1831 zusätzlich zum Präsidenten des kurhessischen Gesamtstaatsministeriums berufen. Er starb bereits nach weniger als fünf Monaten im Amt am 10. Februar 1832.
Wiederholds Großvater väterlicherseits, Johann Heinrich (Henrich) Wiederhold, war Hessen-Darmstädter Hofrat, Assessor am für das Oberfürstentum zuständige Kriminalgericht Marburg und zwischen 1776 und 1803 insgesamt sechsmal Bürgermeister von Marburg; er war zuletzt Präsident des für das Departement der Werra zuständigen westphälischen Kriminalgerichtshofs Marburg und verstarb 1813.
Er selbst heiratete 1827 Elisabeth Knipping aus Rinteln.

## Leben und Wirken
Wiederhold besuchte das Gymnasium seiner Heimatstadt bis zum Abitur 1819. Anschließend studierte er Rechtswissenschaft an der Philipps-Universität Marburg und ab 1820 an der Georg-August-Universität Göttingen. In Marburg und Göttingen war er Mitglied der Corps Hassia Marburg und Hassia Göttingen. Daneben befasste er sich intensiv mit Belletristik und Poesie und veröffentlichte in den Jahren 1819 bis 1824 in verschiedenen Zeitschriften unter dem Pseudonym „Ernestine“ mehrere Novellen und Gedichte. Nach erfolgreichem Abschluss seines Studiums wurde 1824 zum Assessor beim kurhessischen Obergericht für die Grafschaft Schaumburg in Rinteln ernannt. 1825 wurde er an das Obergericht Fulda und 1830 an das Obergericht Hanau. In den Fuldaer und Hanauer Jahren verfasste er eine kleine Zahl von Schriften und Aufsätzen in juristischen Zeitschriften. 1830 bewährte er sich insbesondere, als er die am 26. September 1830 ausgebrochenen Tumulte in der 1816 kurhessisch gewordenen Stadt Wächtersbach und deren Umgebung mit „Entschiedenheit und versöhnendem Wohlwollen“ beruhigen konnte. Wie er, inzwischen als Obergerichtsrat nach Kassel versetzt und in den kurhessischen Landtag gewählt, in seinem Vortrag vor dem Landtag am 24. August 1831 berichtete, ging es den durch Kriegsfolgen, Missernten, Steuern und dem Grafen Adolf II. zu Ysenburg und Büdingen in Wächtersbach jährlich 50 Tage geschuldeten Frondienstverpflichtungen schwer belasteten Menschen um eine deutliche Verbesserung ihrer wirtschaftlichen Lage, und Wiederhold schlug eine ihnen entgegenkommende Lösung mit verminderten Steuern und Frondiensten vor.
Wiederholds Vater trat im Oktober 1831 als leitender Minister an die Spitze des kurhessischen Gesamtstaatsministeriums. Nach seinem kurz darauf erfolgten Tode wurde Ludwig Heinrich aufgefordert, als Mitglied und Referent in das Gesamtstaatsministerium einzutreten, aber er lehnte ab. Dies und seine Beteiligung an der liberalen Zeitschrift „Der Verfassungsfreund“ verdeutlichten seine verfassungstreue Einstellung und brachten ihm den Verlust des ihm zuvor wohlgesonnenen Kurprinzen, und obwohl er danach mehrmals in die Ständeversammlung gewählt wurde, versagte ihm der erzkonservative, im Mai 1831 ernannte neue leitende Minister Ludwig Hassenpflug die Genehmigung zum Eintritt, die die Staatsregierung ihren Beamten gegenüber beanspruchte.
Fortan waren seine beruflichen Aussichten in Kurhessen begrenzt. 1833 wurde er an das Obergericht in Marburg versetzt. Dort genoss er den Umgang mit den Gelehrten der Universität, vertiefte seine wissenschaftliche Bildung und veröffentlichte mehreren juristische Abhandlungen. Sein Hauptaugenmerk galt jedoch seinem Amt als Richter und seinen Vorschlägen zur Beschleunigung des langwierigen Prozessganges. Die juristische Fakultät der Marburger Universität ehrte ihn mit der Verleihung des Dr. h. c. und stellte ihm eine Professur in Aussicht. Da ihn aber 1846 die Freie Stadt Frankfurt als Gerichtsrat am Oberappellationsgericht der vier Freien Städte in Lübeck nominierte, ging er nach Lübeck. Anfang 1848 entsandte ihn Lübeck als fraktionslosen Abgeordneten in die Frankfurter Nationalversammlung, aber schon nach wenigen Monaten aufreibender Tätigkeit, vornehmlich als Vorstand des Petitionsausschusses, kehrte er krank nach Lübeck zurück. Die kurhessische Ständeversammlung, in erster Ausübung des ihr eingeräumten Präsentationsrechts, schlug ihm den Eintritt in eine Richterstelle am Oberappellationsgericht Kassel vor, aber er lehnte angesichts seiner angeschlagenen Gesundheit ab. Er starb am 8. März 1850.

## Ehrungen
- Dr. iur. h. c. der Philipps-Universität Marburg

## Schriften
- [Anonym]: Grundlinien des Verhältnisses der Gerichte zu den Verwaltungs- und Finanzbehörden Kurhessens, 1827
- Das Interdictum uti possidetis und die Novi operis Nunciatio – zwei civilistische Abhandlungen, Hanau 1831